# 港時間
港時間（みなとじかん）は、2019年10月5日（4日深夜）からテレビ朝日・文化工房制作、ANN系列で放送されているミニ番組である。DMG森精機の一社提供。

## 概要
世界の港にスポットを当て、世界各国の綺麗な港まちや風景を伝え、それぞれの港の生活そこに根付く文化や人々とヨットとの関わりについても紹介する。

## ナレーター
- せきぐちきみこ（番組開始当初より）

## 放送局
すべてANN系列。
| 放送対象地域 | 放送局           | 放送時間           | 備考                                                      |
| ------------ | ---------------- | ------------------ | --------------------------------------------------------- |
| 関東広域圏   | テレビ朝日       | 土曜 22:54 - 23:00 | 放送開始から2023年9月までは土曜 0:15 - 0:20（金曜深夜）。 |
| 関西広域圏   | 朝日放送テレビ   | 金曜 23:10 - 23:17 | DMG森精機の本社所在地を放送エリアに擁する(奈良県)         |
| 中京広域圏   | 名古屋テレビ放送 | 日曜 17:25 - 17:30 |                                                           |

## 関連リンク
- 番組ホームページ